# Elecciones generales de los Países Bajos de 2017
Las elecciones generales de los Países Bajos de 2017 se celebraron el 15 de marzo de 2017 con el objetivo de renovar cada uno de los 150 escaños de la Cámara de Representantes de los Estados Generales, la cámara baja de los Estados Generales de ese país.

## Sistema electoral
La Cámara de los Representantes, o Segunda Cámara (Tweede Kamer), está compuesta por 150 escaños elegidos según la proporción de votos en una circunscripción nacional. Los escaños se reparten entre las listas de grupos o las combinaciones de grupos que hayan obtenido al menos el 0,67% (1/150) de los votos emitidos a nivel nacional. Para el reparto proporcional de votos se utiliza la Ley de D'Hont.
A partir de los informes del Servicio General de Inteligencia y Seguridad de los Países Bajos (AIVD) se conoce que los grupos de hackers Fancy Bear y Cozy Bear realizaron varios intentos para hackear los ministerios neerlandeses, incluyendo el Ministerio de Asuntos Generales con el objetivo de acceder a documentos gubernamentales secretos. Ante estos ataques, el ministro neerlandés de Interior y Relaciones del Reino, Ronald Plasterk, anunció que los votos de las elecciones serían procesados a mano, aunque esta decisión se revirtió posteriormente. Los resultados preliminares basados en una "cuenta rápida" estarán disponibles el 15 de marzo, sin embargo, los resultados oficiales no se anunciarán hasta las 16:00 CET del 21 de marzo. La empresa estadística Ipsos publicó una encuesta al poco tiempo de cerrarse las urnas. Esta encuesta indicaba que el VVD ganó 31 escaños; el CDA, D66 y el PVV 19 escaños cada uno; GroenLinks ganó 16, SP ganó 14, PvdA ganó 9, CU ganó 6, PvdD ganó 5, 50PLUS ganó 4, DENK y SGP 3 cada uno, y el FvD ganó 2. La encuesta de salida también indicaba una participación del 82%, que sería una de las más altas desde 1981 si se confirma.
Las elecciones también han sido vistas por los votantes del Caribe Neerlandés como un barómetro de interés en el sistema político de dicho estado, quienes votaron por primera vez en 2012, con una participación muy baja.

## Candidaturas
A finales de diciembre de 2016 -según el Consejo Electoral- un total de 81 partidos políticos habían presentado la solicitud para concurrir a las elecciones ante el Consejo Electoral. El 30 de enero de 2017, el Consejo anunció que 33 partidos habían presentado una lista de candidatos, y que MenS y Spirit, y Basisinkomen Partij y VR presentaron listas conjuntas.
Los partidos que participan por primera vez en el proceso, o bien, que han participado en anteriores comicios sin conseguir representación, tienen que pagar una fianza de 11.250€. Además del pago de la fianza, al no tener representación previa se les requiere que entreguen 30 firmas de apoyo.
| Listado | Partido                                                | Acrónimo (holandés) | Candidato                |
| ------- | ------------------------------------------------------ | ------------------- | ------------------------ |
| 1       | Partido Popular por la Libertad y la Democracia        | VVD                 | Mark Rutte               |
| 2       | Partido del Trabajo                                    | PvdA                | Lodewijk Asscher         |
| 3       | Partido por la Libertad                                | PVV                 | Geert Wilders            |
| 4       | Partido Socialista                                     | SP                  | Emile Roemer             |
| 5       | Llamada Demócrata Cristiana                            | CDA                 | Sybrand van Haersma Buma |
| 6       | Demócratas 66                                          | D66                 | Alexander Pechtold       |
| 7       | Unión Cristiana                                        | CU                  | Gert-Jan Segers          |
| 8       | Izquierda Verde                                        | GL                  | Jesse Klaver             |
| 9       | Partido Político Reformado                             | SGP                 | Kees van der Staaij      |
| 10      | Partido por los Animales                               | PvdD                | Marianne Thieme          |
| 11      | 50PLUS                                                 | 50+                 | Henk Krol                |
| 12      | Entrepreneurs Party                                    | OP                  | Hero Brinkman            |
| 13      | VoorNederland                                          | VNL                 | Jan Roos                 |
| 14      | DENK                                                   | DENK                | Tunahan Kuzu             |
| 15      | Nieuwe Wegen                                           | NW                  | Jacques Monasch          |
| 16      | Foro para la Democracia                                | FVD                 | Thierry Baudet           |
| 17      | Movimiento Civil                                       | DBB                 | Ad Vlems                 |
| 18      | Free Thinking Party                                    | VZP                 | Norbert Klein            |
| 19      | GeenPeil                                               | GP                  | Jan Dijkgraaf            |
| 20      | Partido Pirata                                         | PPNL                | Ancilla van de Leest     |
| 21      | Artikel 1                                              | AR1                 | Sylvana Simons           |
| 22      | Niet Stemmers                                          | NS                  | Peter Plasman            |
| 23      | Libertarische Partij                                   | LP                  | Robert Valentine         |
| 24      | Lokaal in de Kamer                                     | LiDK                | Jan Heijman              |
| 25      | Jezus Leeft                                            | JL                  | Florens van der Spek     |
| 26      | StemNL                                                 | SNL                 | Mario van den Eijnde     |
| 27      | Partij voor Mens en Spirit / Basisinkomen Partij / V-R | MenS–BIP            | Tara-Joëlle Fonk         |
| 28      | Vrije Democratische Partij                             | VDP                 | Burhan Gökalp            |

## Campaña
El incidente diplomático entre Turquía y Países Bajos de 2017 ocurrió a menos de una semana antes de las elecciones. Se especuló que este incidente benefició al primer ministro Mark Rutte, ya que su respuesta fue bien recibida.

## Encuestas de opinión
La proyección de escaños en los gráficos de bajo es continua desde las últimas elecciones generales en 2012 hasta la fecha actual. Cada línea coloreada especifica un partido político; los números en el eje vertical representan el número de escaños. Estas estimaciones de los escaños se derivan de las estimaciones del indicador de sondeo Peilingwijzer por Tom Louwerse, profesor de ciencias políticas en la Universidad de Leiden; no son promedios de votación en su sentido estricto, pero los resultados del modelo calculan una trayectoria para cada partido basado en los cambios del respaldo a lo largo del tiempo señalado entre las encuestas dirigidas por I&O Research, Ipsos, TNS NIPO, LISS panel, Peil y De Stemming, y ajustada por los efectos de la casa de cada encuestador.
Leyenda
                     VVD
                     PvdA
                     PVV
                     SP
                     CDA
                     D66
                     CU
                     GL
                     SGP
                     PvdD
                     50+
                     VNL
                     DENK
                     FvD
                     PPNL

## Resultados
| Partido                      | Partido                                               | Sufragios  | Sufragios | Sufragios | Escaños   | Escaños |
| Partido                      | Partido                                               | Votos      | %         | +/-       | Diputados | +/-     |
| ---------------------------- | ----------------------------------------------------- | ---------- | --------- | --------- | --------- | ------- |
|                              | Partido Popular por la Libertad y la Democracia (VVD) | 2 238 351  | 21,3      | -5,3      | 33        | -8      |
|                              | Partido por la Libertad (PVV)                         | 1 372 941  | 13,1      | +3,0      | 20        | +5      |
|                              | Llamada Demócrata Cristiana (CDA)                     | 1 301 796  | 12,4      | +3,9      | 19        | +6      |
|                              | Demócratas 66 (D66)                                   | 1 285 819  | 12,2      | +4,2      | 19        | +7      |
|                              | Izquierda Verde (GL)                                  | 959 600    | 9,1       | +6,6      | 14        | +10     |
|                              | Partido Socialista (SP)                               | 955 633    | 9,1       | -0,6      | 14        | -1      |
|                              | Partido del Trabajo (PvdA)                            | 599 699    | 5,7       | -19,1     | 9         | -29     |
|                              | Unión Cristiana (CU)                                  | 356 271    | 3,4       | +0,3      | 5         | =       |
|                              | Partido por los Animales (PvdD)                       | 335 214    | 3,2       | +1,3      | 5         | +3      |
|                              | 50Plus                                                | 327 131    | 3,1       | +1,2      | 4         | +2      |
|                              | Partido Político Reformado (SGP)                      | 218 950    | 2,1       | +0,0      | 3         | =       |
|                              | DENK                                                  | 216 147    | 2,0       | -         | 3         | +3      |
|                              | Forum voor Democratie                                 | 187 162    | 1,8       | -         | 2         | +2      |
|                              | Otros                                                 | 161 327    | 1,7       | +0,7      | 0         | =       |
| Votos válidos                | Votos válidos                                         | 10 516 041 | -         | -         | -         | -       |
| Votos inválidos              | Votos inválidos                                       | 31 539     | -         | -         | -         | -       |
| Votos en blanco              | Votos en blanco                                       | 15 876     | -         | -         | -         | -       |
| Total (participación: 81,4%) | Total (participación: 81,4%)                          | 10 563 456 | 100       | -         | 150       | -       |
| Fuente: Kiesraad             |                                                       |            |           |           |           |         |

## Formación del gobierno
Para formar una coalición con mayoría serán necesarios al menos cuatro partidos. Los medios de comunicación especulan que Mark Rutte buscaría formar gobierno con el CDA y con D66, sin embargo, es necesario un miembro más para formar la coalición, siendo la Unión Cristiana el candidato más probable. El Ministro de Sanidad, Bienestar y Deportes, Edith Schippers, fue elegido por el VVD para ser el informador del partido el 16 de marzo de 2017, quien busca determinar si Jesse Klaver de GroenLinks desea un gobierno solo de izquierda, o si simplemente veía al VVD como un improbable socio de la coalición. De la misma manera, habló con Emile Roemer del Partido Socialista (SP), quien afirmó en repetidas ocasiones que su partido no gobernaría junto al VVD.
Los líderes de D66, CDA, el PvdA, VVD, SP, GroenLinks y la Unión Cristiana han confirmado que no entrarían en una coalición con el PVV, y Roemer también ha comentado que el SP no se unirá a una coalición junto al VVD.
El 26 de octubre de 2017 el Rey Guillermo Alejandro de los Países Bajos juramentó al Gabinete Rutte III, que consiste de los partidos Partido Popular por la Libertad y la Democracia (VVD), Llamada Demócrata Cristiana (CDA), Demócratas 66 (D66) y Unión Cristiana (CU).